# Lumbricillus ignotus
Lumbricillus ignotus är en ringmaskart som beskrevs av Shurova 1977. Lumbricillus ignotus ingår i släktet Lumbricillus och familjen småringmaskar. Inga underarter finns listade i Catalogue of Life.